# Campodorus vestergreni
Campodorus vestergreni är en stekelart som först beskrevs av Per Abraham Roman 1909.  Campodorus vestergreni ingår i släktet Campodorus och familjen brokparasitsteklar. Arten är reproducerande i Sverige. Inga underarter finns listade.